# 알비다 (원피스)
알비다(Alvida, アルビダ)은 원피스에 등장하는 해적으로 현재 버기 해적단 소속이다. 원래 엄청나게 뚱뚱했지만, 우연히 들어온 미끌미끌 열매를 먹어 다이어트를 하게 된다. 자신의 육체를 강하게 단련시킨 보아 마리골드와는 정반대이다.
성우 : 마츠오카 요코
성우 : 김혜미(복용 전)→김은아(복용 후)(KBS), 김나율→송하림(대원), 정혜원(투니버스)

## 외모
공통
1. 하얀 모자를 쓰고 다닌다.
2. 손에 항상 방망이를 들고 다닌다.

미끌미끌 열매 복용 전
1. 몸매가 엄청 뚱뚱했다.
2. 주근깨가 많았다.

미끌미끌 열매 복용 후
1. 몸매가 엄청 날씬하고 가늘해졌다.
2. 배꼽을 노출하고 다닌다.

## 능력
초인계 악마의 열매 미끌미끌 열매를 먹어 피부를 마찰력이 0까지 떨어뜨릴 정도로 미끈하게 만들어 어떠한 물리타격도 흠집도 없이 방어시킬 수 있다. 또한 미끄러운 몸을 이용해서 미끄럼틀 타는 것처럼 빠르게 이동할 수 있다.

## 행적
알비다는 오래전부터 노략질을 해온 해적단의 두목이었다. 이때는 뚱뚱하고 주근깨가 있던 못생긴 아줌마 캐릭터였던 그녀는 어느날 루피를 만나게 되고, 그에게 패배한 뒤 잡노동꾼 코비를 빼앗긴다. 어느 날, 그녀는 미끌미끌 열매를 먹고 미녀로 변한다. 그 후에 우연히 루피에 의해서 자신의 부하들을 찾고 있던 버기를 만나 서로 루피를 찾는다는 것을 알고 손을 잡는다. 그리고 로그 타운에서 루피랑 만나고 버기에 의해 루피가 사형 직전까지 가지만, 갑자기 내린 번개에 의해 루피는 살아난다. 그리고 스모커의 출병으로 인해 도망가지만, 스모커에게 붙잡힌다. 하지만, 돌풍으로 인해 빠져나와 도망가 그 후에 잠시 버기가 보물을 찾다가 실패하는 씬에서 재등장한다.